# Jill Janus
Jill Janiszewski (Nueva York, 2 de septiembre de 1975 – Portland, 14 de agosto de 2018) fue una cantante estadounidense, reconocida por su participación en las bandas de heavy metal Huntress, The Starbreakers y Chelsea Girls.

## Carrera
Janus inició su carrera musical como DJ usando el nombre de Penelope Tuesdae. En 2003 se vinculó con la banda de metal Vexy Strut, en la que permaneció por tres años. En 2009 reclutó a varios miembros de la agrupación Professor para formar la banda Huntress, su primer proyecto de magnitud. Janus fue la vocalista del proyecto en los tres álbumes de estudio publicados entre 2012 y 2015, año en que anunció la separación de la banda. Más tarde, el guitarrista Blake Meahl afirmó que el deterioro mental de la vocalista fue el principal motivo de su salida, pero que la agrupación continuaría sin ella.
Acto seguido se vinculó como cantante de las agrupaciones Chelsea Girls y The Starbreakers, y coescribió Victory: The Rock Opera con el guitarrista Angus Clark.

## Plano personal y fallecimiento
En 2015 Janus confirmó que estaba lidiando desde su adolescencia con un trastorno bipolar que años más tarde derivó en esquizofrenia y trastorno de identidad disociativo. El mismo año se le diagnosticó cáncer de útero. 
La cantante se suicidó el 14 de agosto de 2018 en Portland a los cuarenta y dos años.

## Discografía

### Con Huntress
| Título          | Detalles                                                                                           | Posición en listas | Ventas           |
| Título          | Detalles                                                                                           | EE.UU. Heat        | Ventas           |
| --------------- | -------------------------------------------------------------------------------------------------- | ------------------ | ---------------- |
| Spell Eater     | - Lanzamiento: 27 de abril de 2012 - Sello: Napalm Records - Formatos: CD, LP, digital             | —                  | - EE.UU.: 1,050+ |
| Starbound Beast | - Lanzamiento: 2 de julio de 2013 - Sello: Napalm Records - Formatos: CD, LP, digital              | 12                 | - EE.UU.: 3,280+ |
| Static          | - Lanzamiento: 25 de septiembre de 2015 - Discográfica: Napalm Records - Formatos: CD, LP, digital | 18                 | - EE.UU.: 1,225+ |